# Anapistula bifurcata
Anapistula bifurcata är en spindelart som beskrevs av Harvey 1998. Anapistula bifurcata ingår i släktet Anapistula och familjen Symphytognathidae.
Artens utbredningsområde är Northern Territory, Australien. Inga underarter finns listade i Catalogue of Life.